# مارسيل دينيس
مارسيل دينيس هو رسام بلجيكي، ولد في 15 فبراير 1923 في Monceau-sur-Sambre ‏ في بلجيكا، وتوفي في 18 مارس 2002 في Lobbes ‏ في بلجيكا.